# یوژنان
یوژنان، روستایی از توابع بخش مرکزی شهرستان سروآباد در استان کردستان ایران است.
قدمت و تاریخ وِژَنان بر اساس صحبت‌هایی که مردم روستا، از بزرگان و ریش سفیدان خود نقل کرده‌اند، حداکثر به ۳۰۰ تا ۳۵۰ سال پیش بازمیگردد. لهجه روستای وِژَنان، اردلانی می‌باشد، که این ویژگی،وِژَنان را در میان دیگر روستاهای همجوار و منطقه متمایز کرده‌است.

## وجهه تسمیه
ریشه نام وِژَنان از واژه وِژَن و پسوند «ان» (نشانه جمع) تشکیل می‌شود. وِژَن در زبان کردی هورامی به درخت وَن گفته می‌شود. چون در گذشته کوه‌های اطراف این روستا پوشیده از گونه درختی ون بوده‌است، واژه وِژَنان را برای این مکان انتخاب نموده‌اند.

## موقعیت
این روستا در بین شهرهای سنندج، سروآباد و کامیاران قرار گرفته‌است، که بر اساس تقسیمات کشوری، در منطقه ژاورود غربی، جزء شهرستان سروآباد می‌باشد. روستای «وِژَنان» در فاصله ۳۵ کیلومتری جنوب شرق سروآباد و ۸۵ کیلومتری جنوب غرب سنندج واقع شده‌است.

## روستاهای همجوار
_از شمال و شمال شرق با روستاهای «نسنار» و «ژان»
_از غرب با روستای «چشمیدر»
_از جنوب و جنوب شرق با روستاهای «آریان»، «ژنین» و «پایگلان» همجوار است.

## جمعیت
این روستا در دهستان بیساران قرار دارد و براساس سرشماری مرکز آمار ایران در سال ۱۳۸۵، جمعیت آن ۲۱۴ نفر (۴۷خانوار) بوده‌است.